# Balduin 2. af Jerusalem
Balduin 2., også kendt som Balduin af Bourcq eller Bourg (fransk: Baudouin; død den 21. august 1131), var greve af Edessa fra 1100 til 1118 og konge af Jerusalem fra 1118 indtil sin død. Han ledsagede Godfred af Bouillon og Balduin af Boulogne til Det hellige land under Det 1. korstog. Han efterfulgte Balduin af Boulogne som den anden greve af Edessa, da han forlod grevskabet til fordel for Jerusalem efter hans brors død. Han blev taget til fange i Slaget ved Harran i 1104. Han blev først holdt fanget af Muin ad-Din Sökmen 1., artukidernes bey , derefter af Jikirmish, atabeg af Mosul, og til sidst af Jawali Saqawa, atabeg af Mosul. Under hans fangenskab styrede Tancred, den korsfarerherskeren over Fyrstendømmet Antiochia, og Tancreds fætter, Richard af Salerno, Edessa som Balduins regenter .
Balduin blev løskøbt af sin fætter Joscelin af Courtenay, herre af Turbessel, i sommeren 1108. Tancred forsøgte at beholde Edessa, men Bernhard af Valence, den katolske patriark af Antiochia, overtalte ham til at returnere grevskabet til Balduin. Balduin allierede sig med Jawali, men Tancred og hans allierede, Fakhr al-Mulk Radwan, herskeren af Aleppo, besejrede dem ved Turbessel. Balduin og Tancred blev forsonet ved en forsamling af korsfarlederne nær Tripoli i april 1109. Mawdud, atabeg af Mosul, og hans efterfølger, Aqsunqur al-Bursuqi, lancerede en række felttog mod Edessa i de tidlige 1110'ere og hærgede de østlige regioner i landet. Balduin beskyldte Joscelin for forræderi for at have taget den velstående by Turbessel fra ham i 1113 og erobrede det nærliggende Armenske kongerige Kilikien i 1116 og 1117.
Balduin af Boulogne, den første konge af Jerusalem, døde den 2. april 1118. Han testamenterede Jerusalem til sin bror, Eustace 3. af Boulogne, og bestemte, at tronen skulle tilbydes Balduin, hvis Eustace ikke kom til Det hellige land. Arnulf af Chocques, den katolske patriark af Jerusalem og Joscelin af Courtenay, der havde det største len i Kongeriget Jerusalem, overbeviste deres ligemænd om at vælge Balduin som konge. Balduin tog besiddelse af de fleste byer i kongeriget og gav Edessa til Joscelin. Efter at Fyrstendømmet Antiochias hær næsten var blevet udslettet den 28. juni 1119, blev Balduin valgt til regent for den fraværende Bohemund 2. af Antiochia. Seldsjukkernes hyppige invasioner af Antiochia tvang ham til at tilbringe det meste af sin tid i fyrstendømmet, hvilket førte til utilfredshed i Jerusalem. Efter at Belek Ghazi havde taget ham til fange i april 1123, tilbød en gruppe adelsmænd tronen til Karl den Gode, greve af Flandern, men Karl nægtede. Under hans fravær erobrede de Jerusalems styrker Tyusr med hjælp fra en venetiansk flåde. Efter at han var blevet frigivet i august 1124 forsøgte han at indtage Aleppo, men al-Bursuqi tvang ham til at opgive belejringen i begyndelsen af 1125.
Bohemund 2. kom til Syrien i oktober 1126. Balduin gav sin anden datter, Alix, i ægteskab til ham og frasagde sig også regentskabet. Balduin planlagde at erobre Damaskus, men han havde brug for ekstern støtte for at nå sit mål. Han giftede sig sin ældste datter, Melisende, med den velhavende Fulko 5., greve af Anjou i 1129. De nye tropper, der fulgte med Fulko til Jerusalem, gjorde det muligt for Balduin at invadere Damaskus' territorium, men han kunne først indtage Banias med støtte fra nizaritter (eller assasinere) i slutningen af 1129. Efter at Bohemund 2. var blevet dræbt i et slag i begyndelsen af 1130, tvang Balduin Alice til at forlade Antiochia, og han overtog regentskabet for hendes datter, Konstance. Han blev alvorligt syg i Antiochia og aflagde klosterløfte, før han døde i Gravkirken. Balduin var blevet respekteret for sit militære talent, men han var berygtet for sin "kærlighed til penge".

## Tidlige liv
Balduin var en yngre søn af Hugo 1., greve af Rethel og Melisende af Monthléry.  Han var tæt knyttet til herrerne af Courtenay og Le Puiset og andre adelsslægter i Ile-de-France. Han var også en slægtning til brødrene Eustace 3. af Boulogne, Godfred af Bouillon og Balduin af Boulogne, men deres nøjagtige forhold er ukendt. Historikeren Alan V. Murray skriver, at de primære kilder antyder, at deres forbindelse "ikke var særlig tæt", og at Balduin sandsynligvis var relateret til deres mor Ida af Lorraine. Historikeren Thomas Asbridge mener, at Balduin var Boulogne-brødrenes grandfætter.
Han var herre af Bourcq, da han sluttede sig til hæren under Godfred af Bouillons i begyndelsen af Det 1. korstog. Hæren drog af sted til Det hellige land den 15. august 1096 og nåede Konstantinopel den 23. december. Den byzantinske kejser, Alexios 1. Komnenos, opfordrede korsfarerlederne til at aflægge en ed om troskab til ham. Godfred af Bouillon udnævnte Balduin, Conon af Montaigu og Godfred af Esch til at repræsentere ham på et møde med Alexios i januar 1097. Efter at Godfred og hans vigtigste kommandører havde svoret troskab til kejseren, blev korsfarerhæren sejlet over til Lilleasien i februar. 
Balduin af Boulogne og normanneren Tancred brød væk fra hovedhæren for at invadere Kilikien omkring den 15. september 1097. Balduin ledsagede dem i Boulognes kontingent. Han deltog også i Boulognes militære felttog mod seldsjukker-herskerne af fæstningerne på sletterne nær floden Eufrat. Efter erobringerne af Ravendel, Turbessel og Edessa (Şanlıurfa) oprettede Boulogne den første korsfarerstat, Grevskabet Edessa, i begyndelsen af 1098.
Balduin sluttede sig igen til den hovedkorsfarerhæren, der marcherede mod Jerusalem nær Tyrus i slutningen af maj 1099. Han og Tancred erobrede Bethlehem. Der var ingen modstand, da byen blev beboet af lokale kristne. Korsfarerne begyndte belejringen af Jerusalem, og kort efter tog Balduin og Tancred en ældre muslimsk adelsmand til fange. Efter at han havde nægtet at konvertere til kristendommen, halshuggede Balduins soldater ham ved Jerusalems citadel for at skræmme Jerusalems forsvarerne. Jerusalem faldt til korsfarerne den 15. juli. Balduin forlod Jerusalem i Robert 2., greve af Flanderns følge i slutningen af august. Robert vendte tilbage til Europa, men Balduin forblev i Syrien. Godfred af Bouillon døde den 18. juli 1100. Balduin af Boulogne besluttede at vende tilbage til Jerusalem for at overtage Godfreds arv.

## Greve af Edessa

### Første år
Balduin blev i Antiochia, da Balduin af Boulogne besluttede at forlade Edessa. Han var en hærfører for tropperne under Bohemund 1. af Antiochia, som for nylig var blevet taget til fanget af Danishmend Gazi.  Balduin af Boulogne tilkaldte Balduin fra Antiochia og gav ham Grevskabet Edessa. Balduin svor troskab til Balduin af Boulogne, der forlod Edessa til fordel for Jerusalem den 2, oktober 1100.
Balduin giftede sig med Morphia, datter af Gabriel, den armenske herre over Melitene, som gjorde det muligt for ham at befæste sin position blandt hans hovedsageligt armenske undersåtter. Muin ad-Din Sökmen 1., artukidernes bey af Mardin, angreb Suruç i begyndelsen af 1101. Balduin forsøgte at komme byen til undsætning, men Sökmen drev hans hær på flugt og tvang ham til at vende tilbage til Edessa. Da den armenske historiker Matthæus af Edessa beskrev disse hændelser, beskrev han Balduin som en kujon, der var "ynkværdig i kroppen". Sökmen erobrede byen, men fæstningen modsatte sig belejringen. Balduin rejste til Antiochia for at rejse nye tropper, før han vendte tilbage til Suruç.   Han tvang Sökmen til at forlade byen og henrettede alle de indbyggerei byen, der havde samarbejdet med Artukiderne.
En af hans fætre, Joscelin af Courtenay, kom til Edessa i 1102. Balduin tildelte ham lande vest for Eufrat. Da egypterne invaderede Kongeriget Jerusalem i maj, sendte Balduin af Boulogne, som var blevet kronet til konge af Jerusalem, udsendinge til Tancred (der regerede Antiochia) og Balduin og søgte om deres hjælp. De samlede deres tropper og marcherede sammen til Jerusalem, men da de ankom i slutningen af september, var egypterne vendt tilbage til deres hovedkvarter i Ashkelon. De tre korsfarherskere foretog et angreb mod Ashkelon, men Tancred og Balduin vendte snart tilbage til deres rige. 
Tancreds ambitioner i det nordlige Syrien irriterede både Balduin og Bernhard af Valence, den latinske patriark af Antiochia. De indledte forhandlinger med Danishmend Gazi om Bohemunds frigivelse. Kogh Vasil, den armenske herre af Raban og Kaisun, og Bohemunds italienske frænder bidrog til hans løsesum. Bohemund blev frigivet i maj 1103. Balduin tildelte landsbyer til den armenske prælat, Barsegh Pahlavuni, fordi han ønskede at styrke sin position blandt sine armenske undersåtter.

### Første fangenskab
Balduins tropper foretog hyppige angreb på de frugtbare sletter omkring Harran. Sökmen og Jikirmish, atabeg af Mosul, indgik en alliance og invaderede Edessa i maj 1104. Mens deres tropper samledes ved Ra's al-'Ayn, sendte Balduin udsendinge til Joscelin og Bohemund og overtalte dem til at foretage et fælles angreb mod Harran. Balduin, Bohemund og Joscelin drog sammen til Harran og indledte forhandlinger med Seldsjukker-garnisonen om en fredelig overgivelse. Imidlertid ville både Balduin og Bohemund overtage den velhavende by, og korsfarerhæren begyndte at gå i opløsning på grund af deres konflikt.
Sökmen og Jikirmish angreb korsfarernes lejr ved Harran den 7. maj 1104. Under påskud af et tilbagetog, førte de korsfarerne ind i et baghold, og tog Balduin og Joscelin til fangede.  Bohemund og Tancred red til Edessa for at redde byen. Benedikt, ærkebiskoppen af Edessa, blev også taget til fange, men blev hurtigt frigivet, og ridderne af Edessa valgte Tancred som regent for den tilfangetagne Balduin. Balduin blev først ført til Sökmans telt, men Jikirmishs soldater brød ind i det og trak ham væk. Joscelin blev tilbageholdt af Sökmen og efter sidstnævntes død, overladt til Ilghazi, artukider-herskeren over Mardin. Borgere i Turbessel betalte en løsesum for Joscelin i 1107.
Jikirmish lagde Edessa under belejring, men Tancred slog hans tropper og tvang ham til at flygte. Jikirmish førte derefter Balduin til Mosul. Tancred tog en Seldsjukker-prinsesse fra Jikirmishs husstand til fange i Edessa. Jikirmish tilbød at betale 15.000 besanter i løsepenge eller at frigive Balduin til gengæld for hendes frihed. Bohemund og Tancred foretrak pengene, og Balduin forblev fængslet. Før sin afrejse til Europa i efteråret udnævnte Bohemund Tancred til at herske over Antiochia, og deres frænde, Richard af Salerno, blev overdraget styret af Edessa.
En tyrkisk lejsoldat, Jawali Saqawa, tog Jikirmish til fange og erobrede Mosul i 1107. Joscelin indledte forhandlinger med Jawali om løsladelsen af Balduin. Jawali krævede 60.000 dinarer og løsladelsen af de muslimske fanger fra Edessa. Seldsjukker-sultanen Muhammad 1. Tapar gjorde mamelukkeren Mawdud til atabeg af Mosul. Da Mawdud fordrev Jawali fra Mosul, flygtede Jawali til fæstningen Qalat Jabar og tog Balduin med sig. Joscelin betalte 30.000 dinarer til Jawali og tilbød sig selv som gidsel for at garantere betaling af løsesummen. Jawali, der havde brug for allierede mod Mawdud, accepterede tilbuddet og frigav Balduin i sommeren 1108.

### Konflikter
Balduin drog til Edessa efter sin frigivelse, men Tancred krævede en ed for hans troskab i bytte for byen. Balduin nægtede og drog til Turbessel. Efter at Tancred havde gennemført et angreb på Turbessel, indledte de fredsforhandlinger, men kunne ikke nå et kompromis. Balduin indgik en alliance med Kogh Vasil mod Tancred. Oshin af Lampron sendte også tropper, 300 Petjenegi-ryttere, til at slutte sig til dem. Deres angreb på Fyrstendømmet Antiochia overbeviste Tancred om at acceptere mæglingen fra de katolske prælater, der dømte til fordel for Balduin. Han vendte tilbage til Edessa den 18. september 1108.
I overensstemmelse med sin traktat med Jawali frigav Balduin de fleste af de muslimske fanger, der blev holdt i Edessa. Han tillod også de muslimske borgere i Suruç at opføre en moske og henrettede den upopulære rais (eller guvernør) i byen, som var en konvertit fra islam. Jawalis alliance med Balduin skræmte Fakhr al-Mulk Radwan, Seldsjukker-herskeren i Aleppo, hvilket førte til en tilnærmelse mellem Radwan og Tancred  Da Jawali iværksatte et militært felttog mod Aleppo, tilsluttede Balduin og Joscelin af Courtney sig, mens Tancred kom til Radwans assistance. Radwan og Tancred besejrede Jawali, Balduin og Joscelin nær Turbessel i slutningen af september 1108.
Balduin flygtede fra slagmarken til en nærliggende fæstning. Tancred belejrede den, men hævede belejringen, da han fik kendskab til Jawalis snarlige ankomst. I den tro, at Balduin var død, afholdt de armenske borgere i Edessa en forsamling for at oprette en provisorisk regering. Efter sin tilbagevenden troede Balduin, at armenerne ønskede at styrte ham og beordrede lederne gjort blinde. Den armenske biskop i byen blev forpligtet til at betale en enorm bøde. For at sætte en stopper for konflikterne mellem korsfarerlederne, indkaldte Balduin 1. af Jerusalem "Kirken i Jerusalems" navn til Mons Peregrinus nær Tripoli i april 1109. På mødet, mæglede kongen en forsoning mellem Balduin og Tancred, der anerkendte Balduins styre i Grevskabet Edessa i bytte for at modtage Fyrstemdømmet Galilæa og andre len i Kongeriget Jerusalem. Derefter deltog Balduin i belejringen af Tripoli, som endte med korsfarernes erobring af byen.

### Mawduds felttog
Seldsjukker-sultanen beordrede Mawdud til at forene sine tropper med Seldsjukkerne-herskeren over Armenien Sökmen el-Kutbî, og artukiden Ilghazi mod korsfarerne. De belejrede Edessa i april 1110. Balduin sendte udsendinge til Balduin 1. af Jerusalem, som belejrede Beirut og opfordrede ham til at komme til hans redning, men kongen opgav ikke belejringen, indtil Beirut faldt den 13. maj. Før han rejste afsted til Edessa, fejrede Balduin 1. Pinsen i Jerusalem. Kongen overtalte Bertrand af Tripoli, Joscelin af Courtenay og andre korsfarerledere til at deltage i sit felttog, og den armenske Kogh Vasil og Abu'l-Garib sendte også styrker. Ved deres ankomst hævede Mawdud og hans allierede belejringen af Edessa og trak sig tilbage mod Harran.
Balduin og Tancred beskyldte hinanden for at have anstiftet invasionen. Tancred hævdede også suverænitet over Grevskabet Edessa og sagde, at dets territorium havde været underlagt Antiochia under det Det Byzantinske Rige. Balduin 1. afviste Tancreds påstand og erklærede sig selv leder af korsfarerstaterne. Efter et kort felttog mod de nærliggende muslimske territorier besluttede herskerne i de andre korsfarerstater at forlade grevskabet. På kongens råd beordrede Balduin flytningen af de lokale kristne (overvejende armenske) bønder til landet vest for Eufrat. Ved at drage fordel af samlingen af de kristne bønder ved floden og deres hovedsageligt armenske eskorte, angreb Mawdud og massakrerede dem. Balduin, der allerede havde krydset floden sammen med de andre korsfarerledere, vendte hastigt tilbage og angreb Mawduds tropper, skønt de var meget større end hans lille følge. Balduin og hans mænd blev kun frelst af Balduin 1. og Tancred, som havde fulgt efter på flodens anden bred. 
I juli 1111 lancerede Mawdud en ny invasion mod grevskabet og belejrede Turbessel. Mens Mawdud belejrede Turbessel sendte Sultan ibn Munqidh, emiren af Schaizar sendebud til ham og søgte hans hjælp mod Tancred. Mawdud hævede belejringen af Turbessel og drog afsted for at kom Shaizar til undsætning.  Tughtigin, Damaskus' atabeg, sluttede sig til ham, og de besluttede at generobre Tripoli i september  Koncentrationen af muslimske styrker foruroligede korsfarerne, og Balduin 1. af Jerusalem tilkaldte alle korsfarhærere til sin lejr. Balduin imødekom kaldet, ledsaget af sine to magtfulde vasaller, Joscelin og Pagan af Sajar. De mindre muslimske herskere havde i mellemtiden forladt Mawduds lejr og vendt tilbage til Mesopotamien. Mawdud ville ikke risikere et åbent slag mod de forenede korsfarerhære og trak sig først tilbage til Schaizar og senere til Mosul. I april 1112 vendte Mawdud tilbage og belejrede Edessa. Hans agenter indledte hemmelige forhandlinger med nogle armenske soldater i byen, men Joscelin, der var blevet informeret om sammensværgelsen, advarede Balduin. Mawdud kunne ikke indtage byen og trak sig tilbage til Mosul i juni. Næste år blev han myrdet af assasinere i Damaskus. 
Mawduds invasioner ødelagde de østlige regioner af grevskabet, men Joscelins len Turbessel blomstrede stadig. I 1113 overtalte Balduin Joscelin til at komme til Edessa ved at sige, at han var døende og ville lave sti testamente. Efter at have anklaget Joscelin for ikke havde sendt nok mad til Edessa, lod Balduin ham fængsle og frigav ham først, efter at Joscelin havde givet afkald på Turbessel. Joscelin forlod hurtigt grevskabet til fordel for Jerusalem, hvor Balduin 1. tildelte ham Galilæa. En ny forsoning mellem korsfarererlederne blev skabt gennem ægteskabsalliancer: Balduins søster, Cecilie, blev givet i ægteskab til Roger af Salerno, der havde efterfulgt Tancred i Antiochia i slutningen af 1112, og Joscelin giftede sig med Rogers søster, Maria.

### Udvidelse
Mens Balduin var væk fra sin hovedstad for at overtage Turbessel, fortsatte armenierne i Edessa med at konspirere mod ham. Han vendte tilbage til byen og beordrede flytningen af byens armenske borgere til Samosata. Efter at armenerne var begyndt at flytte til Kaisun, lod Balduin dem, der forblev i Samosata, vende tilbage til Edessa i begyndelsen af 1114.
Mawduds efterfølger Aq Sunqur al-Bursuqi, invaderede grevskabet i maj 1114, men Edessa modstod hans belejring og tvang ham til at vende tilbage til Mosul. Sultanen gjorde Bursuq ibn Bursuq af Hamadan til den øverstbefalende for Seldsjukker-hærene. Bursuq drog videre til Edessa i begyndelsen af 1115, men han rejste snart til Aleppo. Lu'lu' al-Yaya, Aleppos atabeg, søgte hjælp fra Ilghazi og Tughtikin, der også overtalte Roger af Salerno til at deltage i deres koalition mod Bursuq. På Rogers anmodning samlede Balduin 1. af Jerusalem, Pons af Tripoli og Balduin også deres tropper ved Apamea i august. Bursuq valgte at trække sig tilbage, og korsfarerherskerne spredte sig.
Ved at drage fordel af svækkelsen af Seldsjukkernes magt efter Roger af Salernos sejr i Slaget ved Sarmin besluttede Balduin at annektere de små armenske fyrstedømmer i Eufratdalen. Den armenske Thoros 1. af Kilikien tog Kogh Vasils efterfølger, Vasil Dgha, der havde indgået en alliance med Bursuq, til fange. Thoros solgte Vasil Dgha til Balduin, der tvang sin fange til at give afkald på Raban og Kaisun i 1116. Dernæst lagde Balduin Abu'l- Garibs fæstning Birecik under belejring. Belejringen kom til at vare et år, inden Abu'l-Garib blev tvunget til overgivelse i 1117. Balduin tildelte fæstningen til sin fætter Waleran af Le Puiset. Samme år måtte Kogh Vasils bror Bagrat opgive Kyrrhos, og Balduin tog Konstantin af Gargar til fange.

## Kongen af Jerusalem

### Tronbestigelse
Den barnløse Balduin 1. af Jerusalem døde den 2. april 1118, under et felttog mod Egypten. Ifølge den samtidige krønikeskriver Albert af Aachen vile han give kongeriget i arv til sin ældste bror, Eustace 3. af Boulogne, "hvis han om muligt ville komme", men bestemte også, at Balduin af Bourcq skulle vælges til konge, hvis Eustace ikke kunne komme "på grund af sin alder". Balduin ankom til Jerusalem omkring samme dag, hvor den afdøde konges lig blev ført ind i byen. Albert af Aachen fastslår, at Balduin var kommet for at fejre påske i Jerusalem uden at have kendskab til kongens død. Flere årtier senere skriver krønikeskriveren Vilhelm af Tyrus, at Balduin var blevet underrettet om sin frændes død under sin rejse til Jerusalem.
Spørgsmålet om Balduin 1.'s arvefølge delte baroner og prælater ifølge Vilhelm af Tyrus. Den øverste prælat Arnulf af Chocques, den katolske patriark af Jerusalem, og Joscelin af Courtenay, der havde det største len i kongeriget, argumenterede for, at Balduin skulle vælges uden forsinkelse for at undgå et interregnum. Andre hævdede, at kronen først skulle tilbydes Eustace i overensstemmelse med Balduin 1.'s sidste vilje. Nogle "mægtige adelsfolk", hvis navne Vilhelm af Tyrus ikke nævner, fik til opgave at informere Eustace om hans brors død. Kort efter deres afrejse, påskedag (den 14. april) 1118, blev Balduin imidlertid salvet. Hans kroning blev forsinket af ukendte årsager. Patriark Arnulf døde to uger efter Balduins salving og hans efterfølger, Garmond af Picquigny, blev først indsat i august eller september.
Balduin lovede Grevskabet Edessa til Joscelin, men Joscelin forblev i kongeriget for at sikre forsvaret af Galilæa. Balduin sammenkaldte adelsmændene til en forsamling "på en bestemt dag" for at modtage "trokab og en ed om lydighed fra dem", ifølge Albert af Aachen. Han sikrede også den direkte kongelige kontrol over otte vigtige byer, herunder Nablus, Jaffa, Akko, Sidon og Tiberias. Den nutidige historiker Alan Murray hævder, at Albert af Aachens ord er et bevis på, at Balduin "gennemførte en stor uddeling af len, og uddelte nogle herreskaber, men bevarede andre byer og territorier som domæneområder" i 1118.
Eustace accepterede baronernes invitation og forlod Boulogne til fordel for Jerusalem. Han var nået så langt som til Apulien, da han blev informeret om Balduins tronbestigelse. Udsendingene forsøgte at overbevise ham om at fortsætte sin rejse og sagde, at valget af Balduin var ulovligt, men Eustace foretrak at vende hjem.

### Muslimsk trussel
Hans forgængers sidste felttog mod Egypten havde ført til en tilnærmelse mellem Egypten og Damaskus. Balduin sendte udsendelser til Tughtikin i Damaskus for at argumentere imod hans indgåelse af en alliance med den egyptiske vizier, Al-Afdal Shahanshah, men Tughtikin krævede Transjordanien til gengæld for sin neutralitet. Tughtikin lancerede et indfald mod Galilæa, og Al-Afdal samlede sine tropper nær Ashkelon i maj eller juni 1118. Balduin skyndte sig til den sydlige grænse og opfordrede Roger og Pons til at sende forstærkninger fra Antiochia og Tripoli. Hverken egypterne eller korsfarerne risikerede et åbent slag, og begge hære blev opløst tre måneder senere. Balduin og Joscelin foretog et raid ind i Damaskus' territorium i efteråret og besejrede Tughtikins søn Taj al-Muluk Buri i nærheden af Daraa.
Ilghazi, Tughtikin og Munkiditterne af Schaizar indgik en alliance, og deres tropper begyndte at angribe Antiochia og Edessa i maj 1119. Roger sendte udsendinge til Balduin og opfordrede ham til at tage nordpå for at kæmpe imod de indtrængende styrker. Udsendingene mødtes med Balduin i Tiberias, fordi han netop havde afsluttet en kort felttog mod en beduin stamme i Transjordanien. Han samlede tropper og drog til Antiochia og tog et stykke af Det sande kors med sig. Roger ventede ikke til Balduins ankomst og marcherede fra Antiochia. På sletterne ved Sarmada omringede Ilghazis hær korsfarernes lejr og påførte den 28. juni korsfarerne et stort nederlag i Slaget ved Ager Sanguinis. Roger og hundredvis af hans soldater omkom i slaget, og de fleste, der overlevede slaget, blev taget til fange. Antiochia blev efterladt næsten ubeskyttet, men Ilghazi angreb ikke byen.
Balduin og Pons af Tripoli nåede Antiochia i slutningen af juli eller begyndelsen af august.Byens ledere anerkendte Balduin som regent for den retmæssige prins, den ti år gamle Bohemund 2., der boede i det sydlige Italien. Balduin distribuerede besiddelserne tilhørende adelsmændene, der var omkommet i Slaget ved Ager Sanguinis, blandt medlemmerne af sit følge, hovedsageligt ved at give de afdøde herrers enker i ægteskab. I mellemtiden sluttede Ilghazi og Tughtikin deres styrker sammen og begyndte at indtage Antiochias fæstninger øst for Orontes-floden. Balduin samlede næsten alle tilgængelige korsfarerstyrker og marcherede mod muslimerne til Tell Danith nær Zardana. Korsfarerne og Tughtikins og Ilghazis forenede hære tørnede sammen i Slaget ved Hab den 14. august. Ifølge krønikeskriveren Kansleren Walter besejrede korsfarerne muslimerne, mens Matthæus af Edessa skrev, at "ingen af siderne blev besejret eller vandt". Balduin vendte tilbage til Antiochia to dage senere, hvor borgerne og patriarken gav ham en "sejrsvelkomst". Inden han forlod Antiochia tildelte han grevskabet Edessa til Joscelin af Courtenay.
Balduin og hans hustru blev kronet til konge og dronning i Betlehem 1. Juledag. Han og patriarken afholdt en generalforsamling i Nablus den 16. januar 1120. Prælaterne og adelsmændene, der deltog i mødet, bekræftede kirkernes ret til at indsamle tiende og bære våben "i forsvarsformål." Rådet beordrede også afstrafning af utro mænd, ruffere, sodomitter og bigamister og forbød seksuelle forhold mellem kristne og muslimer. Andre dekret indførte sanktioner mod tyve og dem, der på falsk vis beskyldte andre for forbrydelser. Rådets afgørelser var de første eksempler på lovgivning i Kongeriget Jerusalem.
En broderskab af riddere oprettet af Hugo af Payns og Godfred af Saint-Omer for at beskytte pilgrimme i Det hellige land modtog sandsynligvis officiel anerkendelse i rådet ifølge historikerne Malcolm Barber og Christopher Tyerman. Balduin indkvarterede midlertidigt ridderne i det kongelige palads på Tempelbjerget og de blev kendt som tempelridderne. Han tilbød Nabi Samwil til cistercienserne, men Bernhard af Clairvaux afgav stedet til præmonstratenserne, der opførte et kloster. Kort efter rådet sendte Balduin og patriark Warmund også breve til Pave Callistus 2. og venetianerne og opfordrede dem til at støtte forsvaret af Det hellige land. Korsfarerne havde især brug for venetianske skibe mod egypterne.
Ilghazi og hans nevø Belek Ghazi invaderede Edessa og Antiochia i maj 1120. Som ansvarlig for forsvaret af de nordlige korsfarerstater besluttede Balduin igen at føre sine tropper til Antiochia, men en betydelig gruppe af Jerusalems adelsmænd og gejstlige modsatte sig ekspeditionen. Patriark Warmund nægtede at ledsage den kongelige hær og tillod kun Balduin at tage Det sande kors efter lange forhandlinger. Balduin og hans hær nåede Antiochia i juni. Ilghazi accepterede at underskrive en et års våbenhvile, der sikrede Kafartab og to andre fæstninger under korsfarernes besiddelse.
Balduin vendte først tilbage til Jerusalem i begyndelsen af 1121, efter at Tughtikin havde foretaget et angreb mod Galilæa. I juli invaderede han Damaskus' territorium og ødelagde en fæstning, som Tughtikin for nylig havde opført nær Jerash. David 4. af Georgien slog Ilghazis og Seldsjukker-prinsen Toghrul Arslans forenede hære i Slaget ved Didgori i august. Balduin udnyttede Ilghazis svaghed og lancerede et militært felttog på tværs af Orontes-floden. I november tvang dette Ilghazis søn til at overgive Zardana, Atarib og andre forter, som Ilghazi havde fanget det foregående år, til korsfarerne.
I begyndelsen af 1122 nægtede Pons af Tripoli at love troskab til Balduin af ukendte årsager. Efter at Balduin havde mønstret sine tropper og marcheret mod Tripoli, hyldede Pons ham uden modstand. Ilghazi og Belek belejrede Zardana i juni, men Balduins og Joscelin af Edessas ankomst tvang dem til at løfte belejringen i juli. Belek overfaldt og tog Joscelin til fange nær Suruç den 13. september. Ilghazi besatte Atarib igen, men han døde den 3. november 1122. Hans lande blev delt mellem hans sønner og nevøer. Balduin, der stadig var i Antiochia, overtalte Badr ad-Daulah Suleiman, Aleppos nye hersker, til at overgive Atarib til korsfarerne den 2. april 1123. Balduin generobrede Birejik og gjorde Godfred, greve af Marash, til regent af Edessa.

### Andet fangenskab
Balduin foretog et angreb mod Elazığ, hvor Belek holdt Joscelin og andre riddere fanget, men han stoppede i nærheden af Gargar. Mens Balduin forberedte sig på at jage falke om morgenen den 18. april 1123 angreb Belek hans lejr og tog ham til fange. Balduin blev ført til fæstningen i Kharput. Mens Belek var væk i Aleppo i juni, ankom Joscelins halvtreds armenske tilhængere til Kharput forklædt som munke og fordrev seldsjukker-garnisonen fra fæstningen. Joscelin forlod Kharput for at samle tropper i Turbessel og Antiochia, men Balduin og de armenske soldater forblev i fæstningen for at forsvare den mod Belek. Belek vendte tilbage til Kharput og tvang Balduin til at overgive sig. Belek beordrede henrettelsen af armenerne og overførte Balduin til Harran. 
Da han hørte om Balduins fangenskab, sammenkaldte patriark Warmund prælaterne og baronerne til en forsamling, der valgte Eustace Grenier til regent af Jerusalem. Efter at Grenier var død den 15. juni, efterfulgte Vilhelm af Bures ham som regent. Borgfogederne og patriarken samarbejdede tæt med hinanden og andre højtstående embedsmænd i administrationen af kongeriget under Balduins fangenskab. De indgik en alliance, den såkaldte Pactum Warmundi, med Domenico Michiel, dogen af Venedig, der tilbød kommercielle privilegier til venetianerne til gengæld for deres militære hjælp mod de egyptiske kystbyer. De indtog Tyrus den 7. eller 8. juli 1124.
Den samtidige Galbert af Brügge noterede, at udsendinge kom til Flandern fra Jerusalem under Balduins fangenskab. De erklærede, at Balduin "var grisk og forarmet og ikke havde styret Guds folk godt". De tilbød kronen til Karl den Gode, greve af Flandern. Brügge's rapport viser, at en fraktion af Jerusalems adel forsøgte at afsætte den tilfangetagne Balduin. Som overhoved for den slægt, hvorfra de første to herskere af Jerusalem nedstammede fra, og også deres bror Eustaces overherren, var Karl den gode en ideel kandidat til tronen. Han afviste dog tilbuddet. Murray forbinder med forsigtighed lederen af de utilfredse adelsmænd med den flamske Eustace Grenier.
Belek døde i kamp mod en af sine oprørske embedsmænd den 6. maj 1124 og Balduin blev taget under Ilghazis søn Timurtashs varetægt. Timurtash betroede Shaizars emir, at indlede forhandlinger om Balduins frigivelse med Joscelin og Morphia. Ifølge deres aftale, skulle Balduin betale 80.000 dinarer og afstå Atarib, Zardana, Azaz og andre af Antiochias fæstninger til Timurtash. Balduin lovede også, at han ville hjælpe Timurtash mod den beduinske krigsherre, Dubais ibn Sadaqa. Efter at en fjerdedel af Balduins løsesum var blevet betalt og et dusin gidsler (inklusive Balduins yngste datter Ioveta og Joscelins søn Joscelin 2.) blev overdraget til Timurtash for at sikre betalingen af beløbet, blev Balduin frigivet den 29. august 1124.

### Krige
Balduin tog til Antiochia, hvor patriark Bernhard mindede ham om, at han ikke havde fået tilladelse til at give afkald på territorierne i Antiochia og den 6. september 1124 forbød han ham at afstå fæstninger til Timurtash. Den 6. oktober belejrede Balduin Aleppo, hvor gidslerne for hans løsepenge blev holdt fanget. Dubais ibn Sadaqa og to Seldsjukker-fyrster, Sultan-Shah ibn Radwan og Toghrul Arslan, sluttede sig til ham, og Timurtash hjalp ikke den belejrede by. Il-Bursuqi besluttede at gribe ind og samlede sine tropper. Da han hørte om al-Bursuqis snarlige ankomst, trak Dubais ibn Sadaqa sig tilbage fra Aleppo, og det tvang Balduin til at hæve belejringen den 25. januar 1125.
Efter mere end to års fravær vendte Balduin tilbage til Jerusalem den 3. april.  Han genforhandlede Pactum Warmundi med venetianerne og godkendte de fleste af dens betingelser i den såkaldte Pactum Balduini, men bestemte også, at venetianerne skulle yde militær bistand til kongeriget. Efter at al-Bursuqi, Tughtikin og Khirkan af Homs havde indtaget Kafartab og lagt Zardana under belejring, drog Balduin igen nordpå. Få riddere ledsagede ham fra kongeriget, hvilket ifølge Murray og Barber kan have været et tegn på utilfredshed over hans hyppige felttog. Pons af Tripoli og Joscelin af Edessa sluttede sig til ham, og de besejrede Seldsjukkerne i Slaget ved Azaz i slutningen af maj. Slaget er beskrevet af historikeren Peter Lock som "et af de blodigste slag i korsfarerstaternes historie". Erobret krigsbytte gjorde det muligt for Balduin at betale sin løsesum, inden han vendte tilbage til Jerusalem.
For at berolige adelsmændene i Jerusalems utilfredshed vedtog Balduin, ifølge Murray, angiveligt en ekspansionistisk politik mod Damaskus i slutningen af 1120'erne. Han foretog et angreb mod Damaskus' territorium over Jordan i begyndelsen af 1126. Ledsaget af næsten hele hæren besejrede Balduin Tughtikin den 25. januar og vendte tilbage til kongeriget med masser af bytte. Kort derefter støttede han Pons af Tripoli med at indtage Raphanea og at angribe Homs. Al-Bursuqi belejrede Atarib i juli 1126. Balduin marcherede igen nordpå og Joscelin af Edessa sluttede sig til ham i Artah. Begge sider ville undgå en kamp, og al-Bursuqi trak sig tilbage til Aleppo.

### Arvefølgen
Efter at være blevet myndig, ankom Bohemund 2. af Antiochia til Syrien for at kræve sin arv i oktober 1126. Hans ankomst afsluttede Balduins styre i Antiochia, men Bohemund blev gift med Balduins næstældste datter Alix. Balduin, der ikke havde nogen sønner, fik sin ældste datter Melisende gjort til sin arving i 1126 eller 1127.
Balduin havde allerede indset, at korsfarerne ikke var i stand til at erobre Damaskus uden yderligere forstærkninger fra Europa. Efter konsultation med sine adel sendte han udsendinge til Frankrig for at tilbyde Melisendes hånd til den magtfulde greve af Anjou, Fulko 5., i efteråret 1127. Hugo af Payns og hans fem kammerater ledsagede udsendingene. Ambassaden besøgte først Ludvig 6. af Frankrig, der gav sit samtykke til ægteskabet. Forhandlingerne mellem Fulko og Balduins udsendinge varede i måneder. I august eller september 1127 lancerede Balduin en nyt militært felttog mod Damaskus' territorium.  Historikeren Steven Tibble mener, at den kongelige fæstning ved Wadi Musa blev bygget kort efter dette.
Balduin sendte Vilhelm 1., ærkebiskop af Tyrus, og Robert, biskop af Lod og Ramla, til paven.  Pave Honorius 2. erklærede, at Balduin var den retmæssige hersker over Jerusalem i et brev af 29. maj 1129. Christopher Tyerman og Hans Eberhard Mayer er enige om, at paven skrev sit brev for at fjerne enhver tvivl om legitimiteten af Balduins styre. På den anden side vendte Stefan af La Ferté, der havde efterfulgt Warmund af Picquigny som patriark i juli 1128, sig mod Balduin og krævede Jerusalem for patriarkatet.
Fulko af Anjou ankom til Det hellige land i foråret 1129. Han giftede sig med Melisende og Balduin tildelte dem de to rigeste byer i kongeriget Tyrus og Akko. Hugo af Payns, der havde opnået vedtagelsen af tempelriddernes vedtægter på kirkemødet i Troyes, vendte tilbage til kongeriget ledsaget af nye korsfarere.
Tughtikins efterfølger, Taj al-Muluk Buri, beordrede massakren på Nizarerne i Damaskus i september 1129. Nizarernes lokale leder, Ismail al-Ajami, sendte udsendinge til Balduin og tilbød fæstningen Banias til korsfarerne til gengæld for modtagelse af asyl i kongeriget. Balduin accepterede tilbuddet, og hans tropper erobrede Banyas. Ved at drage fordel af tilstedeværelsen af de nye korsfarere besluttede han også at angribe Damaskus. Han samlede alle tilgængelige tropper og nåede i november så langt som til Træbroen, cirka 10 kilometer sydvest for byen. Efter at Buri's ryttere havde besejret en del af korsfarhæren og en kraftig storm havde gjorde sletterne omkring Damaskus til et stort marskland, måtte Balduin vende tilbage til Jerusalem i begyndelsen af december.
Efter at Danishmend-lederen Gazi Gümüshtigin havde overfaldet og dræbt Bohemund 2. i februar 1130, rejste Balduin til Antiokia for at træffe foranstaltninger for administrationen af fyrstendømmet. Alix ønskede imidlertid at indsætte sig som regent for Bohemunds og hendes spæde datter Konstance, og lod ikke Balduin komme ind i Antiochia. Hun sendte endda udsendinge til Imad ad-Din Zengi, Mosuls atabeg, for at søge hans hjælp mod hendes far ifølge den samtidige Ibn al-Qalanisi. Antiochias adel var stærkt imod hendes plan og åbnede to porte i byen, som gjorde det muligt for Balduin at komme ind. Han tilgav sin datter, men forbød hende at blive i Antiochia under Konstances formynderskab. Efter at Antiochias adel havde svoret sin troskab til ham og Konstance, udnævnte Balduin Joscelin af Edessa til at administrere fyrstedømmet.
Ifølge Vilhelm af Tyrus blev Balduin alvorligt syg efter hans tilbagevenden fra Antiochia. Han var allerede døende, da han arrangerede sin arvefølge i august 1131. Han blev overført til patriarkens palads nær Gravkirken, hvor han testamenterede kongeriget til Fulko, Melisende og deres spæde søn Balduin.  Han aflagde klosterløfte og gik ind i det kollegiekapitlet i Gravkirken, hvor han døde den 21. august. Han blev begravet i Gravkirken.

## Familie
De fleste armenere tilkendte sig til den monofysitiske armenske apostolske kirke, men Balduins hustru, Morphia, blev født i en ortodoks adelsfamilie. Hendes far, Gabriel, gav hende i ægteskab til Balduin, fordi han havde brug for korsfarernes støtte mod sine fjender. Morphia fødte fire døtre. Hun døde den 1. oktober 1126 eller 1127.
Balduin og Morphias ældste datter Melisende efterfulgte Balduin sammen med sin mand, Fulko. De blev kronet i Gravkirken den 14. september 1131. Balduins næstældste datter Alix gjorde flere forsøg på at styre Antiochia efter Balduins død. Hodierna var Balduin og Morphias tredje datter. Hun blev givet i ægteskab til Raymond 2., greve af Tripoli før 1138. Ioveta var hendes forældres yngste datter, og deres eneste barn " født i purpur" (dvs. efter hendes fars kroning). Hun trådte ind i Sankt Anna Klostret i Jerusalem omkring 1134. Cirka 10 år senere blev hun den anden abbedisse af det kloster, som Melisende havde grundlagt ved Lazarus' grav i Betania.

## Eftermæle
Balduins samtidige kritiserede ham ofte. Matthæu af Edessa, der nedskrev armenernes klager under Balduins regeringstid i Edessa, beskrev ham som en grådig hersker, der havde "en utålelig kærlighed til penge". Stefan af Blois, en asketisk munk, der bosatte sig i Nurbjergene, beskyldte ham for "bestemte uhyrligheder i hans livsførelse". Fulcher af Chartres antydede, at Balduins fangenskab var en straf for synd, fordi han aldrig havde set andre konger, der blev fængslet.
Vilhelm af Tyrus beskrev Balduin som "en hengiven og gudfrygtig mand, bemærkelsesværdig for hans loyalitet og for hans store erfaring i militære anliggender," og sagde, at han fik tilnavnet "den Tornefulde" ( cognominatus est Aculeus). Ibn al-Qalanisi, som kalder ham "Balduin den Lille" (Baghdawin al-ru'aiuis) for at skelne ham fra Balduin 1., bemærkede, at "efter ham der var ingen tilbage blandt dem der basad sund dømmekraft og evne til at styre".

### Primære kilder
- Vilhelm af Tyrus, A History of Deeds Done Beyond the Sea, trans. E. A. Babcock and A. C. Krey. Columbia University Press, 1943.
- Galbert af Brügge: The Murder of Charles the Good (Translated by James Bruce Ross) (1959). Columbia University Press. ISBN 978-0-231-13671-6

### Sekundære kilder
- Asbridge, Thomas (2004). The First Crusade: A New History: The Roots of Conflict between Christianity and Islam. Oxford University Press. ISBN 978-0-19-517823-4.
- Barber, Malcolm (2012). The Crusader States. Yale University Press. ISBN 978-0-300-11312-9.
- Fink, Harold S. (1969). "The Foundation of the Latin States, 1099–1118".  I Setton, Kenneth M.; Baldwin, Marshall W. (red.). A History of the Crusades, Volume One: The First Hundred Years. The University of Wisconsin Press. s. 368-409. ISBN 978-1-58684-251-2.
- Köhler, Michael (2013). Alliances and Treaties between Frankish and Muslim Rulers in the Middle East: Cross-Cultural Diplomacy in the Period of the Crusades. BRILL. ISBN 978-90-04-24857-1.
- Lock, Peter (2006). The Routledge Companion to the Crusades. Routledge. ISBN 978-0-415-39312-6.
- Maalouf, Amin (1984). The Crusades Through Arab Eyes. SAQI. ISBN 978-0-86356-023-1.
- MacEvitt, Christopher (2010). The Crusades and the Christian World of the East: Rough Tolerance. University of Pennsylvania Press. ISBN 978-0-8122-4050-4.
- Mayer, Hans Eberhard (1985). "The Succession to Baldwin II of Jerusalem: English Impact on the East". Dumbarton Oaks Papers. 38: 139-147. ISSN 0070-7546.
- Murray, Alan V. (1992). "Dynastic continuity or dynastic change? Accession of Baldwin II and the nobility of the Kingdom of Jerusalem". Medieval Prosopography. 13: 1-27. ISSN 0198-9405.
- Murray, Alan V. (1994). "Baldwin II and his Nobles: Baronial Factionalism and Dissent in the Kingdom of Jerusalem, 1118–1134". Nottingham Medieval Studies. 38: 60-85. ISSN 0078-2122.
- Murray, Alan V. (2000). The Crusader Kingdom of Jerusalem: A Dynastic History, 1099–1125. Prosopographica et Geneologica. ISBN 978-1-9009-3403-9.
- Runciman, Steven (1989a). A History of the Crusades, Volume I: The First Crusade and the Foundations of the Kingdom of Jerusalem. Cambridge University Press. ISBN 978-0-521-06161-2.
- Runciman, Steven (1989b). A History of the Crusades, Volume II: The Kingdom of Jerusalem and the Frankish East, 1100-1187. Cambridge University Press. ISBN 978-0-521-06162-9.
- Tibble, Steven (1989). Monarchy and Lordships in the Latin Kingdom of Jerusalem, 1099-1291. Clarendon Press. ISBN 978-0-19-822731-1.
- Tyerman, Christopher (2006). God's War: A New History of the Crusades. The Belknap Press of Harvard University Press. ISBN 978-0-674-02387-1.

## Yderligere læsning
- Amouroux-Mourad, Monique (1988). Le comté d'Edesse, 1098–1150. P. Geuthner.
- Asbridge, Thomas (2013). "How the Crusades Could Have Been Won: King Baldwin II of Jerusalem's Campaigns against Aleppo (1124–5) and Damascus (1129)". Journal of Medieval Military History. 11: 73-94. doi:10.7722/j.ctt31njvf.7.
- Ferdinandi, Sergio (2017). La Contea Franca di Edessa. Fondazione e Profilo Storico del Primo Principato Crociato nel Levante (1098-1150) [The Frankish County of Edessa. The Establishment and Historical Profile of the First Crusader State in the Levant (1098-1150)]. Pontificia Università Antonianum - Rome. ISBN 978-88-7257-103-3.
- Phillips, Jonathan (1996). Defenders of the Holy Land: Relations between the Latin East and the West, 1119–1187. Oxford University Press.
- Schaeffer, Paul Bigelow (1915). Some Aspects of the Government of Baldwin II, Second Latin King of Jerusalem (MA thesis). University of Wisconsin.